# لانه‌کن دم‌توری
لانه‌کن دم‌توری (نام علمی: Trogon clathratus) نام یک گونه از سرده لانه‌کن‌های اصلی است.